# Shan Sa
Shan Sa, pseudonimo di Yan Ni (Pechino, 26 ottobre 1972), è una scrittrice e poetessa cinese naturalizzata francese.

## Biografia
Nata a Pechino da una famiglia di accademici, ha scelto di adottare lo pseudonimo Shan Sa ispirandosi ad un poema di Bai Juyi del periodo della dinastia Tang. All'età di otto anni vince il primo premio al concorso nazionale di poesia per i minori di 12 anni, per via del grande clamore suscitato dalla sua vittoria diventa improvvisamente famosa e conseguentemente pubblica la sua prima raccolta. 
Dopo aver preso il diploma di istruzione secondaria in Cina si sposta con il padre a Parigi nell'agosto del 1990, dove lui aveva ricevuto una cattedra all'Università della Sorbona, grazie ad uno speciale permesso del governo francese.
Nel 1994 si laurea in filosofia e inizia a lavorare come segretaria del pittore Balthus. Successivamente pubblica i suoi primi due romanzi e una raccolta di poesie, ottenendo subito un grande riscontro di critica e pubblico. Il suo romanzo di esordio La porta della pace celeste si aggiudica il Premio Goncourt per la migliore opera prima.
Nel 2001 con il romanzo La giocatrice di Go si aggiudica diversi premi tra cui il Prix Goncourt des lycéens, il romanzo viene tradotto in 32 lingue.
Nel 2003 esce in italiano il romanzo Imperatrice, biografia romanzata della vita dell'Imperatrice Wu Zetian.
Nel 2009 Shan Sa è stata insignita dell’onorificenza di Cavaliere dell’Ordine delle Arti e delle Lettere e, due anni dopo , di quella di Cavaliere dell’Ordine nazionale di Merito.

## Opere
- Poesie di Yan Ni (阎妮的诗, 1983).
- La porta della pace celeste (Gate of Celestial Peace) (1997).
- Les Quatre Vies du saule (The Four Lives of the Willow) (1999).
- La giocatrice di Go (2001).
- Lo specchio del calligrafo, (Le miroir du calligraphe) (2002); 3ª ed. nel 2009, traduzione di Ilaria Vitali, Stampa Alternativa, Pavona (Roma) ISBN 978-88-6222-076-7
- Imperatrice (2003)
- Les Conspirateurs (2005)
- Alexander & Alestria (2006)
- La Cithare nue (2010)